# Prionotus ophryas
Prionotus ophryas är en fiskart som beskrevs av Jordan och Swain, 1885. Prionotus ophryas ingår i släktet Prionotus och familjen knotfiskar. Inga underarter finns listade i Catalogue of Life.